# The SpongeBob Movie: Sponge on the Run
The SpongeBob Movie: Sponge on the Run (bra: Bob Esponja: O Incrível Resgate; prt: SpongeBob: Esponja em Missão) é o terceiro filme norte-americano em live-action da franquia Bob Esponja Calça Quadrada, do qual lançou em 14 de agosto de 2020 no Canadá, em 5 de novembro de 2020 na Netflix e em 4 de março de 2021 no Paramount+ nos Estados Unidos, produzido por Paramount Pictures e Nickelodeon Movies e com animação de Mikros Image, Reel FX e Original Force. O filme é dirigido por Tim Hill a partir de um roteiro escrito por ele e uma história escrita por ele e a dupla de roteiristas Jonathan Aibel e Gleen Berger. O filme terá direção de fotografia de Larry Fong. A trilha sonora ficará por conta de Hans Zimmer e Steve Mazzaro.

## Enredo
Os amigos mais queridos do fundo do mar, Bob Esponja e Patrick, vão se aventurar em busca do Gary, que foi “caracolstrado”! Eles precisam sair em uma missão de resgate pela cidade perdida de Atlantic City, que é para onde o Rei Poseidon levou o caracol.

## Elenco
- Tom Kenny como Bob Esponja Calça Quadrada e Gary
- Bill Fagerbakke como Patrick Estrela
- Rodger Bumpass como Lula Molusco
- Carolyn Lawrence como Sandy
- Clancy Brown como Seu Sirigueijo
- Mr. Lawrence como Plankton
- Jill Talley como Karen
- Mary Jo Catlett como Senhora Puff
- Lori Alan como Pérola
- Keanu Reeves como Sálvio
- Snoop Dogg como ele mesmo
- Matt Berry como Rei Poseidon
- Awkwafina como Otto
- Reggie Watts como Chanceler

## Produção

### Desenvolvimento
Em uma entrevista em fevereiro de 2015, discutindo o sucesso do filme Bob Esponja: Um Herói Fora D'água (2015) nas bilheterias, Megan Colligan, presidente de distribuição e marketing mundial da Paramount Pictures, afirmou que a possibilidade de um terceiro filme era "uma boa aposta".  Em outra entrevista, o vice-presidente da Paramount, Rob Moore, comentou: "Espero que não demore 10 anos para fazermos outro filme", em referência a diferença de 11 anos entre Bob Esponja: O Filme (2004) e a estreia de sua sequência em 2015.  Mais tarde no mesmo ano, foi revelado que a Paramount estava desenvolvendo sequências para suas franquias, incluindo um terceiro filme de Bob Esponja Calça Quadrada.
Em janeiro de 2016, a dupla de roteiristas Jonathan Aibel e Glenn Berger foi anunciada como escritora do roteiro do filme.
Em março de 2017, o presidente da Paramount, Marc Evans, anunciou que o estúdio trabalharia em estreita colaboração com a Viacom em suas marcas de TV, incluindo o filme Bob Esponja. No mesmo mês, Yahoo! A Entertainment que o filme teria o título The SpongeBob Movie .
Em abril de 2018, o título oficial do filme foi revelado como O The SpongeBob Movie: It's a Wonderful Sponge, e um dos desenvolvedores e escritores de Bob Esponja, Tim Hill, foi anunciado como diretor e escritor do roteiro do filme.  Foi relatado no final do ano que o roteiro do filme seria escrito por Jonathan Aibel, Glenn Berger e Michael Kvamme.  O elenco da série - Tom Kenny, Bill Fagerbakke, Clancy Brown, Mr. Lawrence, Rodger Bumpass, Carolyn Lawrence, Jill Talley, Mary Jo Catlet e Lori Alan - devem dublar os personagens que interpretam na série e nos filmes anteriores. Em outubro de 2018, na conferência VIEW em Turim, Itália, a presidente da Paramount Animation, Mireille Soria, revelou o enredo do filme. No mesmo dia, Hans Zimmer foi anunciado como o compositor do filme e também que as sedes em Paris e Montreal do estúdio Mikros Image produziriam a animação do filme, que seria inteiramente em animação digital. 
Em 12 de junho de 2019, foi anunciado que Reggie Watts e Awkwafina foram adicionados ao elenco e também que Cyndi Lauper e Rob Hyman, que escreveram uma música para o musical de Bob Esponja, escreveriam músicas originais para o filme. Também foi anunciado que Mia Michaels seria coreografa e Ali Dee Theodore acrescentaria uma música original para o filme. No dia seguinte, Snoop Dogg anunciou no Jimmy Kimmel Live! que ele estaria no filme.
Em 12 de novembro de 2019, foi revelado que o título do filme foi alterado de It's a Wonderful Sponge para Sponge on the Run e também a participação de Keanu Reeves.

### Filmagens
Em 22 de janeiro de 2019, foi confirmado que a produção do filme havia começado oficialmente. Como seus antecessores, o filme terá cenas em live-action, com Larry Fong como diretor de fotografia do filme.

## Lançamento
Originalmente foi previsto para 8 de fevereiro de 2019, mas foi adiado para 2 de agosto de 2019, depois 31 de julho de 2020, e 17 de julho de 2020, mas foi adiantado para 22 de maio de 2020. Por causa da pandemia de COVID-19, o filme adiado para 31 de julho de 2020, depois o filme foi adiado para 7 de agosto de 2020 ficando com a data de estreia do filme Infinite. Em 22 de junho de 2020, foi anunciado que o filme não seria mais lançado nos cinemas e que seria lançado digitalmente em vídeo sob demanda no CBS All Access no começo de 2021 e internacionalmente (menos no Canadá, nos Estados Unidos e na China) na Netflix no dia 5 de novembro de 2020.

### Marketing
O primeiro cartaz do filme foi revelado na San Diego Comic Con em 19 de julho de 2019 com o título It's a Wonderful Sponge. O segundo cartaz do filme foi revelado em 12 de novembro de 2019 com o título Sponge on the Run. O primeiro trailer foi lançado dois dias depois.

## Série de televisão spin-off
Kamp Coral: SpongeBob's Under Years é uma série spin-off prequencial de Bob Esponja, baseado nas cenas de flashback do filme The SpongeBob Movie: Sponge on the Run, que introduz um Bob Esponja de 10 anos em um acampamento de verão.

Em 19 de fevereiro de 2020, o título oficial da série foi revelado e também foi anunciado que a série estrearia nos EUA em 2021. O elenco da série principal irá dublar o spin-off.